# Pornhuber
Pornhuber（ポルノハバー/ポーンハバー）とは、アダルト動画共有サイトPornhubに動画を投稿し、広告収益を得ているクリエイターのこと。
Pornhub上で自主制作の動画作品を継続的に公開しつつ、Pornhubを運営するMindGeek社が定めるプログラムに従い、公開動画に付帯された広告収益による配当を得ている個人および組織。

## 過去の事件
過去には広告収益の受け取り方法としてPayPalが使用出来たが、2019年11月に突然支払いを停止された。
また、2020年12月には認証されていないユーザーより投稿された動画が全て凍結された。

## メディア
2021年5月、AbemaTV「給与明細」にてえむゆみカップルがPornhuberとして特集された。

## 代表的なPornhuber
- Rae Lil Black
- 彼女のえちえちが止まらない。
- Erina@fukinggogo
- えむゆみカップル
- Onanist Take
- obokozu
- naomiiihub